# William Kisum
William Oscar Jens Kisum (* 17. Mai 1931 in Viborg; † 7. Mai 2023 in Frederiksberg) war ein dänischer Schauspieler.

## Leben
William Kisum wuchs als Sohn von Olav Kisum und Gunhilda Nielsen gemeinsam mit seinem jüngeren Bruder Poul Kisum in Viborg auf.
Nach seinem Schulabschluss absolvierte er von 1949 bis 1953 seine Schauspielausbildung an der Eleveskole des Königlichen Theaters Kopenhagen, wo er auch sein Bühnendebüt als Darsteller hatte. Als Bühnendarsteller wirkte er in zahlreichen Theaterstücken, Musicals und in Kabarett-Programmen mit, so unter anderem auch am Folketeatret, am Odense Teater, am Aarhus Teater, am Betty-Nansen-Theater oder am Theater Helsingør. In den 1960er-Jahren gehörte er auch einige Zeit lang zum Schauspielerensemble des Kopenhagener Vergnügungsparks Tivoli. In seiner fast fünf Jahrzehnte lang andauernden Karriere wirkte er als Schauspieler vor der Kamera von 1954 bis zum Jahr 2000 in mehr als 40 Film-und-Fernsehproduktionen mit. Nebenbei war er als Synchronsprecher für Zeichentrickfilme tätig, wie beispielsweise für Tim und Struppi. Im Jahr 2005 zog er sich aus dem Rampenlicht zurück.
Kisum war unverheiratet und kinderlos. Er lebte zuletzt in Frederiksberg. Dort starb er im Mai 2023 im Alter von 91 Jahren.

## Filmografie (Auswahl)
- 1954: Hendes store aften
- 1956: Den kloge mand
- 1961: Jetpiloter
- 1966: Slap af, Frede!
- 1967: Vergiß nicht, deine Frau zu küssen
- 1969: De fem og spionerne
- 1969: Das Mädchen vom Eichenhof
- 1974: Graf Bobby und seine Nichten
- 1975: Ein Doppeldecker für Madame O.
- 1976: Die Reitschule der Madame O.
- 1979: Die Leute von Korsbaek (Fernsehserie, 1 Folge)
- 1983: Schrei des Dornenvogels
- 1986: Mord im Dunkeln
- 1988: Eine ungewöhnliche Entführung
- 1989: Station 13 (Fernsehserie, 1 Folge)
- 1995: Final Hour
- 1998: Den bla munk
- 2000: Edderkoppen (TV-Miniserie)